# Golden Years (album)
Golden Years is een compilatiealbum van de Britse muzikant David Bowie, uitgebracht in 1983. Het album werd uitgebracht door RCA Records tijdens Bowie's succesperiode met het album Let's Dance, zijn eerste album voor EMI Records.

## Tracklist
- Alle nummers geschreven door Bowie, tenzij anders genoteerd.

1. "Fashion" (van Scary Monsters (and Super Creeps), 1980) – 4:51
2. "Red Sails" (van Lodger, 1979) (Bowie/Brian Eno) – 3:47
3. "Look Back in Anger" (van Lodger) (Bowie/Eno) – 3:07
4. "I Can't Explain" (van Pin Ups, 1973) (Pete Townshend) – 2:14
5. "Ashes to Ashes" (van Scary Monsters (and Super Creeps)) – 4:26
6. "Golden Years" (van Station to Station, 1976) – 3:59
7. "Joe the Lion" (van "Heroes", 1977) – 3:08
8. "Scary Monsters (and Super Creeps)" (van Scary Monsters (and Super Creeps)) – 5:14
9. "Wild Is the Wind" (van Station to Station) (Dmitri Tjomkin/Ned Washington) – 6:00